# Allidiostoma ramosae
Allidiostoma ramosae är en skalbaggsart som beskrevs av Martinez 1947. Allidiostoma ramosae ingår i släktet Allidiostoma och familjen Hybosoridae. Inga underarter finns listade i Catalogue of Life.